# Geert Müller-Gerbes
Geert Müller-Gerbes (* 18. September 1937 in Jena; † 22. November 2020 in Bonn) war ein deutscher Journalist und Fernsehmoderator.

## Werdegang
Müller-Gerbes wuchs im Harz auf und zog später mit seinen Eltern nach Aalen. Nach dem Abitur begann er ein Volontariat bei der Heidenheimer Zeitung. Danach studierte er an der FU Berlin Geschichte, Soziologie und Rechtswissenschaft, brach das Studium aber nach 6 Jahren ab. Im Laufe seines Lebens war Müller-Gerbes für IBM (in der Presseabteilung), den Tagesspiegel, den RIAS und den SFB tätig.
1969 wurde er Pressereferent des Bundespräsidenten Gustav Heinemann (bis 1974). Anschließend war Müller-Gerbes noch für wenige Monate Sprecher des Ministeriums für Jugend, Familie und Gesundheit. 1976 kam Müller-Gerbes zu Radio Luxemburg und arbeitete für den Sender als Deutschlandkorrespondent in Bonn. Ab 1984 war er zusätzlich Chefkorrespondent für den RTL-Hörfunk und später auch für den neuen Privatfernsehsender RTL plus.
Ab 1985 moderierte Müller-Gerbes auf RTL plus die Talkrunde Bonnfetti, die aus dem Bonner Contra-Kreis-Theater gesendet wurde. Vom 4. Februar 1988 bis zum 14. Juni 1992 war er Gastgeber der Sendung Die Woche – Menschen im Gespräch (ebenfalls auf RTL plus). Ab dem 8. Februar 1992 moderierte Müller-Gerbes dann die Verbrauchersendung Wie bitte?! (RTL plus/RTL), ein Format, das Zuschauerprobleme öffentlich machte und in kleinen Sketchen massenwirksam darstellte. Die Sendung lief zum letzten Mal am 13. März 1999. 2000 gab er die Co-Moderation der WDR-Talkshow ab, die er seit 1999 zusammen mit Sabine Scholt moderiert hatte, und zog sich ins Privatleben zurück. Offizielle Gründe waren inhaltliche Differenzen, doch Müller-Gerbes sprach von „Karrierehunger der Redaktion“ und „Respektlosigkeit des Senders“.
Müller-Gerbes veröffentlichte 2003 bzw. 2004 auch zwei Kinderbücher. Gelegentlich moderierte er noch Veranstaltungen in seinem Wohnort Bonn-Niederholtorf und Umgebung. Müller-Gerbes engagierte sich auch sozial. So war er jahrelang Schirmherr der Bonner Tafel. 
Geert Müller-Gerbes starb am 22. November 2020 in Bonn. Zehn Jahre zuvor hatte er eine Krebserkrankung samt Rückfall überstanden. Er war ab 1962 mit einer Patentanwältin verheiratet und hatte vier Söhne. Die Beisetzung fand auf dem Friedhof Niederholtorf im Familiengrab statt.

## Auszeichnungen
- 1988: Bundesverdienstkreuz 1. Klasse
- 1988: Verdienstorden des Großherzogtums Luxemburg
- 1989: Goldene Kamera
- 1999: Lachender Amtsschimmel des DBB Beamtenbund und Tarifunion
- 1995: Bayerischer Fernsehpreis als Teammitglied von Wie bitte?!